# Michael Fraser
Michael Fraser (Drumnadrochit, 8 oktober 1983) is een Schotse voetbaldoelman die sinds 2010 voor de Maltese eersteklasser Birkirkara FC uitkomt. Voordien speelde hij voor in eigen land voor Inverness FC, Motherwell FC en Montrose FC.